# Macroasteropteron
Macroasteropteron is een geslacht van kreeftachtigen uit de klasse van de Ostracoda (mosselkreeftjes).

## Soorten
- Macroasteropteron chathamensis Karanovic & Lörz, 2012
- Macroasteropteron mindax Kornicker, 1994